# فردريك تيودور فريلينغهسين
فردريك تيودور فريلينغهسين (بالإنجليزية: Frederick T. Frelinghuysen)‏ (4 اب أغسطس 1817-20 ايار مايو 1885) عضو مجلس الشيوخ الأمريكي عن ولاية نيو جيرسي وشغل منصب وزير الخارجية الأمريكي.

## روابط خارجية
- فردريك تيودور فريلينغهسين على موقع الموسوعة البريطانية (الإنجليزية)
- فردريك تيودور فريلينغهسين على موقع إن إن دي بي (الإنجليزية)